# Stine Skogrand
Stine Skogrand (Bergen, 1993. március 3. –) olimpiai, világ- és Európa-bajnok norvég válogatott kézilabdázó, a dán Ikast Håndbold játékosa.

## Pályafutása

### Klubcsapatokban
Skogrand a Fyllingen Håndballnál, majd a TIF Viking csapatában kezdett kézilabdázni. Később igazolt a Tertnes HE csapatához, ahol élvonalbeli játékos lett. 2016-ban a dán Silkeborg-Voel játékosa lett. 2018-ban igazolt a szintén dán Herning-Ikast Håndboldhoz. 2019-ben dán kupagyőztes lett, majd megnyerte 2023-ban megnyerte az EHF-Európa-ligát. 2018 októberében és 2021 novemberében rövid időre szüneteltette pályafutását gyermekvállalás miatt.

### A válogatottban
2010-ben az ifjúsági válogatottal lett a világbajnokságon ezüstérmes. A felnőttek között 2013-ban kapott először lehetőséget. Első világversenye a 2015-ös világbajnokság volt, ahol 9 mérkőzésen 17 gólt szerezve segítette győzelemhez a norvég válogatottat. Három Európa-bajnokságon tudott győzni a norvég csapattal: 2016, 2020 után 2022-ben is. Két olimpián vett részt, 2021-ben Tokióban bronzérmes lett, a 2024-es párizsi játékokon pedig aranyérmes.
Klubcsapatában általában jobbátlövőként is játszik, a válogatottban viszont legtöbbször jobbszélsőként számítanak játékára.

## Sikerei, díjai
- Dán kupagyőztes: 2019
- Olimpiai bajnok: 2024
  - bronzérmes: 2021
- Világbajnok: 2015
  - ezüstérmes: 2017, 2023
- Európa-bajnok: 2016, 2020, 2022